# Andrographis paniculata
Espèce
Classification APG III (2009)
Andrographis paniculata (syn. Justicia paniculata), la chirette verte, est une espèce de plantes à fleurs de la famille des acanthacées native de l'Inde et du Sri Lanka.
Autres noms communs : andrographis, justicie, chirreta, carmantine, mahalita, roi des amers, échinacée d'Inde, Chuanxinlian (ou Chuan Xin Lian).

## Utilisation
Andrographis paniculata est utilisée, depuis des siècles, en Inde, par les tribus Siddha pour la médecine ayurvédique, par les Tamouls, ainsi qu'en médecine tribale pour traiter la fièvre. Dans la médecine Siddha, l'Andrographis Paniculata est très utilisée pour traiter la fièvre.
L'Andrographis Paniculata est réputée pour ses défenses immunitaires et pour prévenir les infections respiratoires par des effets anti-inflammatoires, immunostimulants et fébrifuges. Depuis plusieurs années, elle est employée dans la médecine orientale comme bactéricide, tonique ou antidiarrhéique.
Elle permet de soigner des infections, des inflammations de la muqueuse intestinale, de diminuer la fièvre et aurait potentiellement un effet sur le choléra et le diabète. Selon certaines sources, cette plante aurait aussi des vertus permettant de diminuer le taux élevé de glucose et de lipides dans le sang, elle combattrait les microbes et les parasites, tout ayant des propriétés expectorantes et antitussives. C’est-à-dire qu’elle permet d’améliorer l’expulsion des mucus de la trachée et d’arrêter la toux.
De nos jours, l'OMS reconnaît l'usage de traitements à base de cette plante pour certaines infections respiratoires (rhume, sinusite, bronchite, pharyngite). Cette plante est déconseillée pour les femmes enceintes.

## Galerie

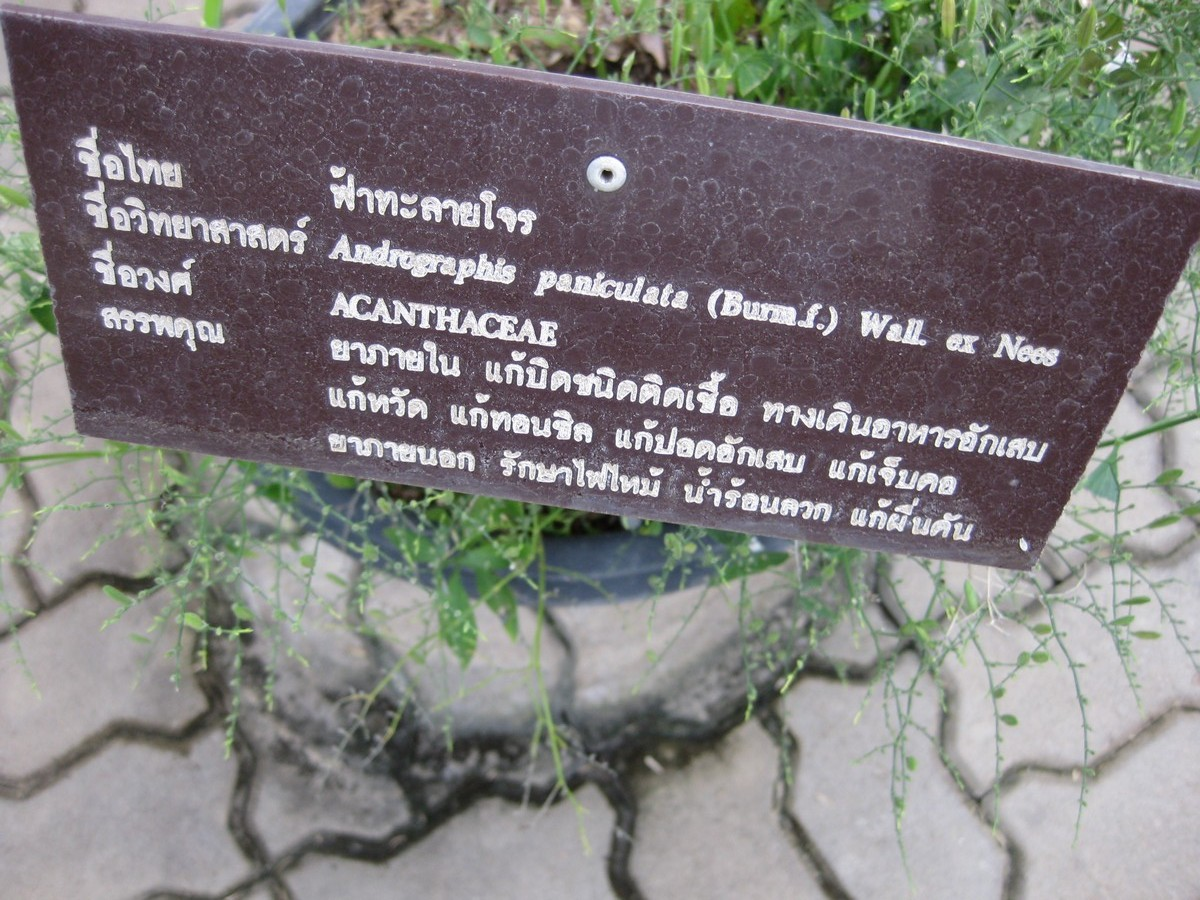
Panneau descriptif en thaï, au Jardin botanique de la reine Sirikit, en Thaïlande.
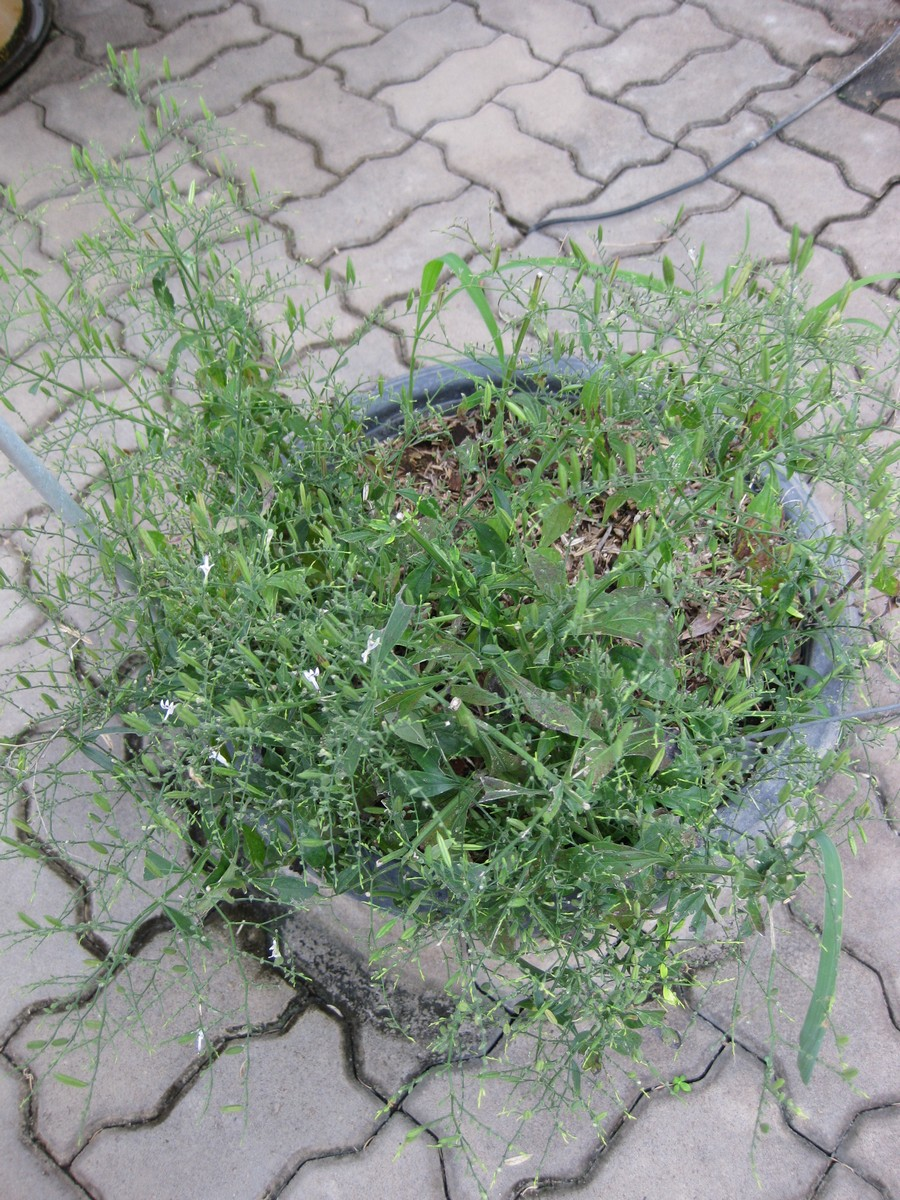
Plante cultivée en pot, au Jardin botanique de la reine Sirikit, en Thaïlande.
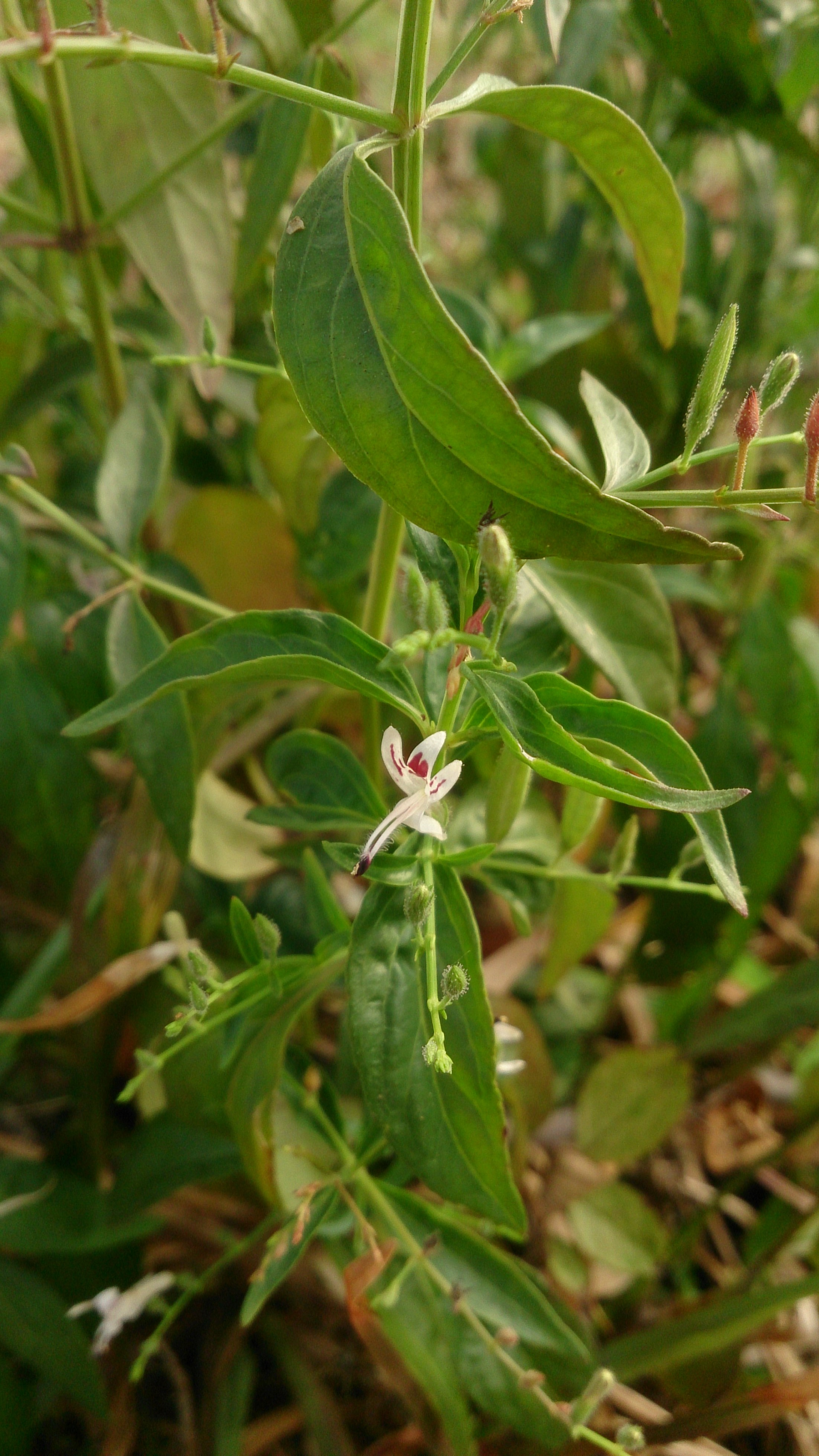
Feuilles et fleurs
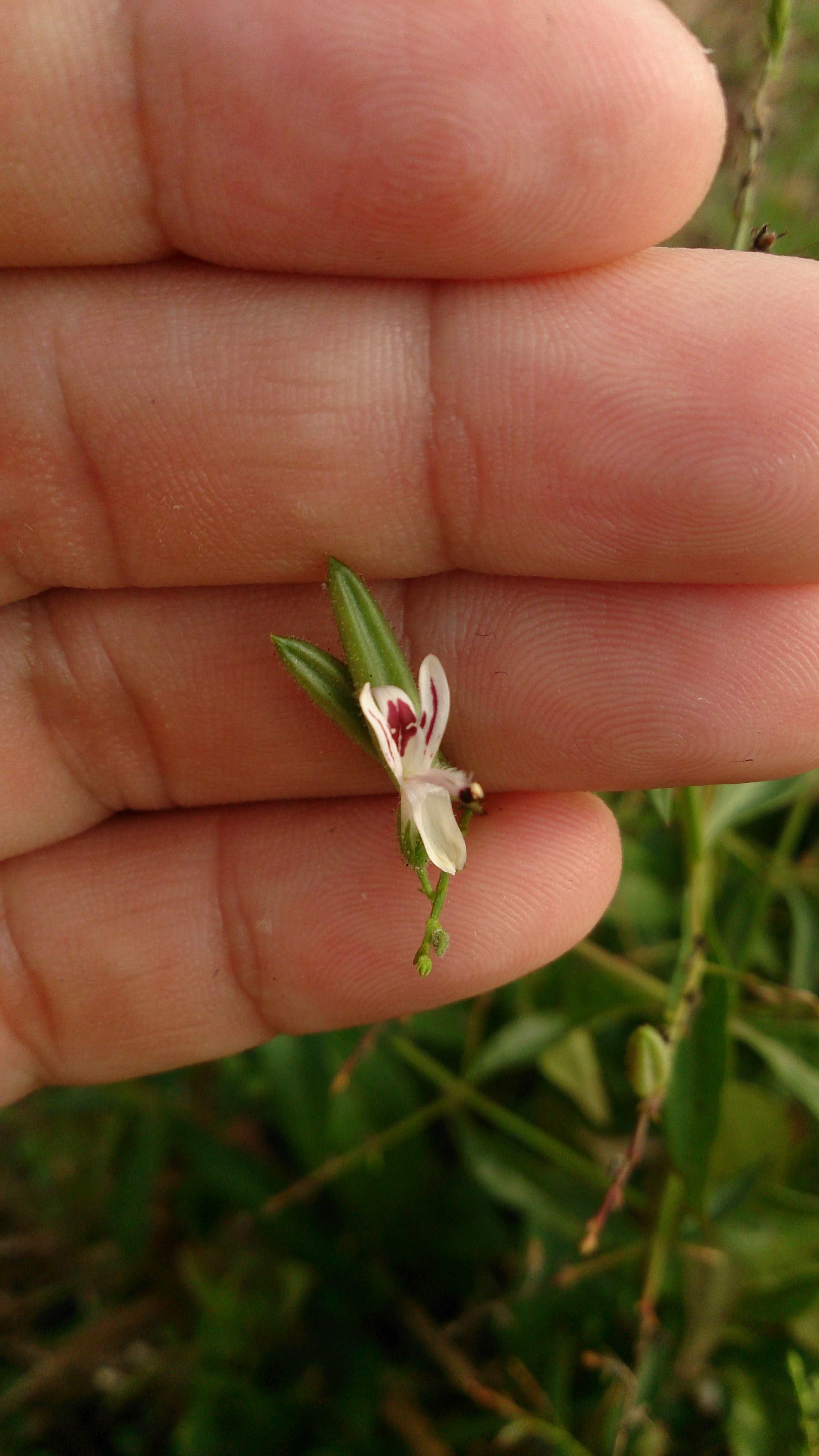
Fleur